# Adrianópolis (Paraná)
Adrianópolis es un municipio brasileño del estado de Paraná. Su población estimada en 2022 era de 6 256 habitantes. Ubicada en la frontera con el Estado de São Paulo, forma parte de la Región Metropolitana de Curitiba.
El municipio está situado en el Valle de la Ribeira. Posee el Parque Estatal de las Lauráceas, creado a través del decreto de n.º 729 del 27 de junio de 1979, y ampliado a través del decreto de n.º 5.894 del 10 de octubre de 1989. Fue separado de Bocaiúva del sur y elevado a la categoría de Municipio a través de la Ley Estatal n.º 4.245 del 25 de julio de 1960.

## Etimología
Adrianópolis recibió este nombre en homenaje al primer minero de la región, Adriano Seabra da Fonseca, añadiendo el sufijo griego " pólis " que significa ciudad: Ciudad de Adriano. La etimología del nombre "Adriano" proviene del latín "adrianu", un gentilicio dado a los nacidos en Adria, que según Drummond puede traducirse como "poderoso".

## Historia
En 1937, el portugués Adriano Seabra da Fonseca impulsó la colonización de la región, construyendo las primeras casas, las primeras tiendas y la primera industria
El primer nombre del municipio fue Epitácio Pessoa, cuando era presidente de Brasil, pero a la gente no le gustó el nombre, primero por las polémicas políticas de la Revolución de 1930 y segundo porque ya existía una ciudad en São Paulo con el mismo nombre.
El 31 de diciembre de 1937, la aglomeración urbana pasó a ser Distrito Administrativo, formando parte del municipio de Bocaiuva do Sul, pero con el nombre de Paranaí.
Su emancipación como municipio ocurrió el 25 de julio de 1960.